# Henri Parmentier
Pour les articles homonymes, voir Parmentier.

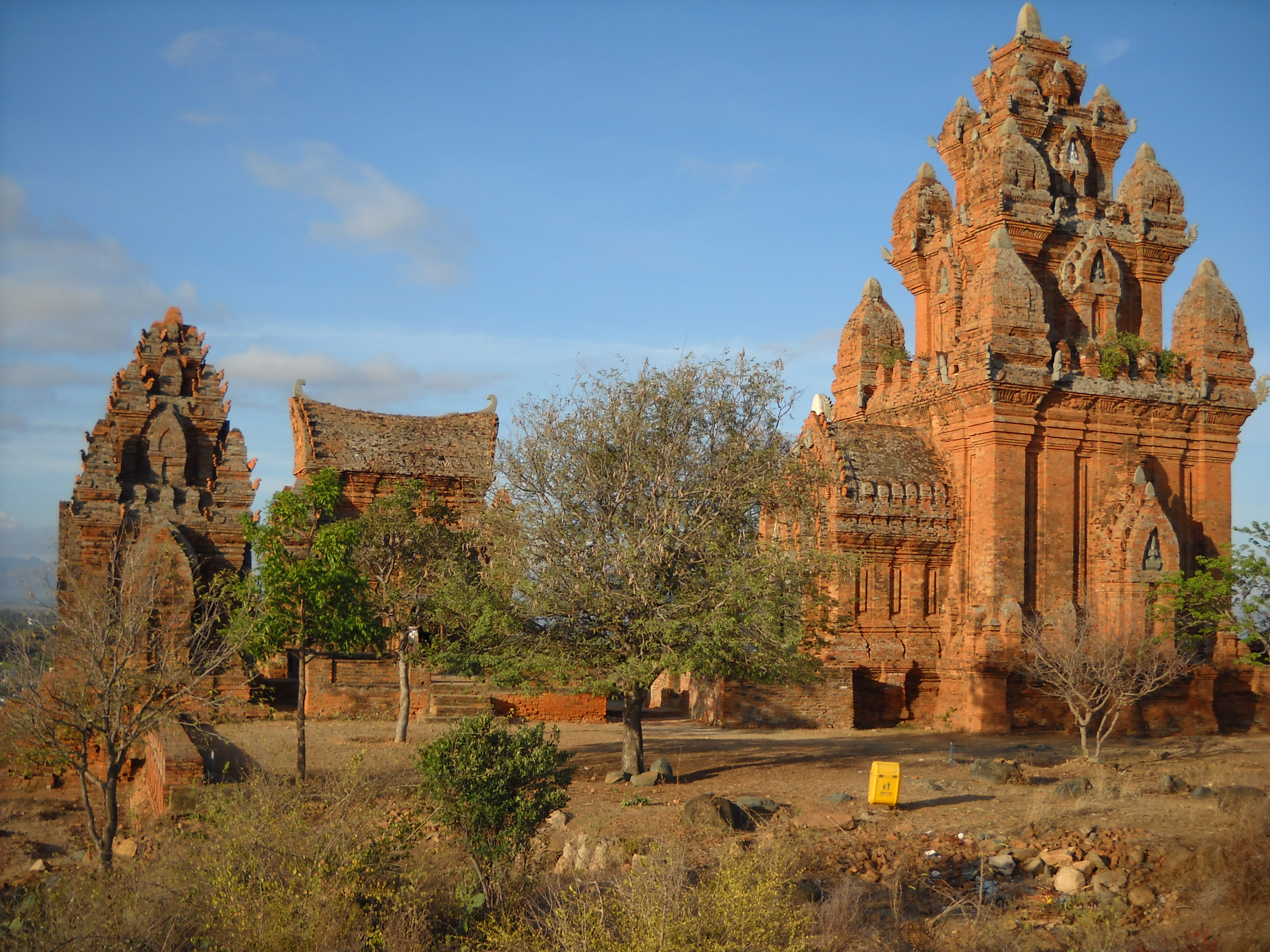
Vue de Po klong garai, restauré par Henri Parmentier dans les années 1900, une première fois en août 1901 puis en 1906.

Henri Ernest Jean Parmentier, né le 3 janvier 1871 dans le 6e arrondissement de Paris et mort le 22 février 1949 à Phnom Penh (Cambodge), est un archéologue français diplômé des Beaux-Arts. En 1905, il obtient le diplôme d'architecte du gouvernement (DPLG).
Parmentier est chef de service archéologique de l'École Française d'Extrême-Orient et membre essentiel de cette institution à partir de sa fondation en 1898. C'est l'un des pionniers de l'archéologie indochinoise. En 1902, il est à l'origine du musée des Arts cham de Tourane (Da Nang) tout d'abord nommé Musée Henri-Parmentier puis, en 1954, rebaptisé Musée de la Sculpture cham, Ce musée très visité, a permis de faire connaître l'art cham dans le monde entier.
À cette époque, Henri Parmentier s'investit aussi bien dans les deux civilisations antiques de l'Asie du Sud-Est : l'Art du Champā et l'art Khmer. En 1904, il organise la première mission de l'ÉFEO à Angkor. Puis il engagea des fouilles au sanctuaire de Mỹ Sơn découvert par Camille Paris. Cela permit de découvrir des inscriptions qui apportèrent des éléments essentiels à la connaissance de l'histoire du Champā.
En 1930, Henri Parmentier est conservateur des monuments de la Cochinchine et du Cambodge. Il a publié d'importantes monographies, notamment celle de Banteay Srei, un ouvrage sur l'art Khmer primitif.  Les études approfondies de Parmentier permirent d'orienter les nombreuses recherches sur les conceptions architecturales de la dernière période de l'art Khmère. Son nom reste attaché à la fois à Angkor la capitale Khmer et également aux temples cham, c'est-à-dire aux deux cultures longtemps dominantes et essentielles en Indochine. Henri Parmentier est l'époux de la femme de lettres Jeanne Leuba qui s'avéra être une partenaire essentielle et intrépide sur l'ensemble de ses travaux et voyages en Asie.

## Biographie
Henri Ernest Jean Parmentier est né le 3 janvier 1871 à Paris 6e arrondissement dans une famille d'artistes. Son père Édouard Edmond Ernest Parmentier (1834-1877) était peintre, et également professeur de dessin au Lycée de Reims et sa mère est Adélaïde Clotilde Berthault (Source : Acte de naissance no 59).
Henri Parmentier fait ses études secondaires au lycée de Reims où enseignait son père. Il est bachelier es lettres et es science en 1890 puis s'inscrit à l'École nationale supérieure des Beaux-Arts, en architecture avec comme professeur Edmond Paulin. Il est diplômé en architecture à l'École des beaux-arts de Paris puis architecte diplômé par le gouvernement DPLG en 1905.

### Les premières fouilles
Henri Parmentier devient attaché au service d'architecture de Tunis et travaille pendant plus de cinq ans, près de Carthage, sur une première mission en archéologie qui s'avérera remarquable. En effet, il met en évidence l'importance archéologique du temple de Saturne-Baal à Dougga, en Tunisie.

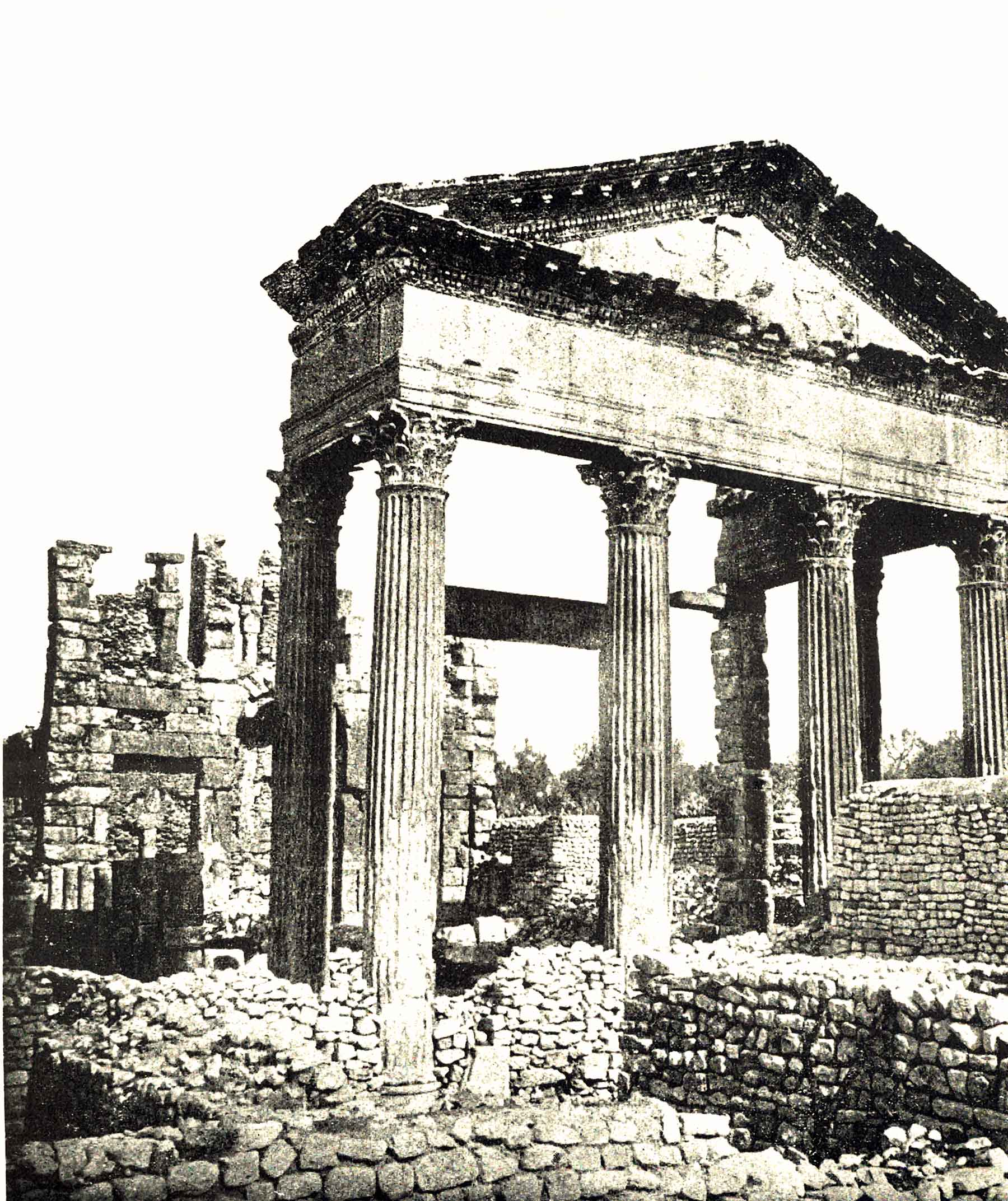
Capitole de Dougga (Tunisie) en 1883

C'est une cité de monuments pré-romains dont la plupart sont des mausolées. La fondation de la ville semble remonter au VIe siècle av. J.-C.
Avec un statut de protectorat en Tunisie en 1881, le pays se dote d'un service des antiquités, dirigé par Paul Gauckler de 1896 à 1905, qui décide du dégagement du site de Dougga.
Parmentier publia alors une importante étude avec des relevés et une restitution du temple de Saturne, ce qui lui valut une mention honorable au Salon des Artistes Français en 1896. Le site de Dougga est désormais inscrit sur la liste du Patrimoine de l'UNESCO depuis 1997. (source: Dictionnaire des orientalistes de langue française sous la direction de François Pouillon)

### La collaboration avec L'École Française d'Extrême Orient
L'École française d'Extrême-Orient créée en 1898 à Hanoi à partir de la Mission Archéologique de l'Indochine est un établissement relevant du Ministère français de l'enseignement supérieur et de la recherche dont la vocation scientifique est l'intelligence des civilisations classiques et locales de l'Asie, de l'Inde au Japon, au travers des sciences humaines et sociales. L'EFEO est présente grâce à ses 17 Centres dans 12 pays d'Asie. L'EFEO dès sa création, s'assurera la collaboration de Henri Parmentier en tant que membre-pensionnaire puis Architecte et ensuite, architecte en chef et il en deviendra un membre essentiel.

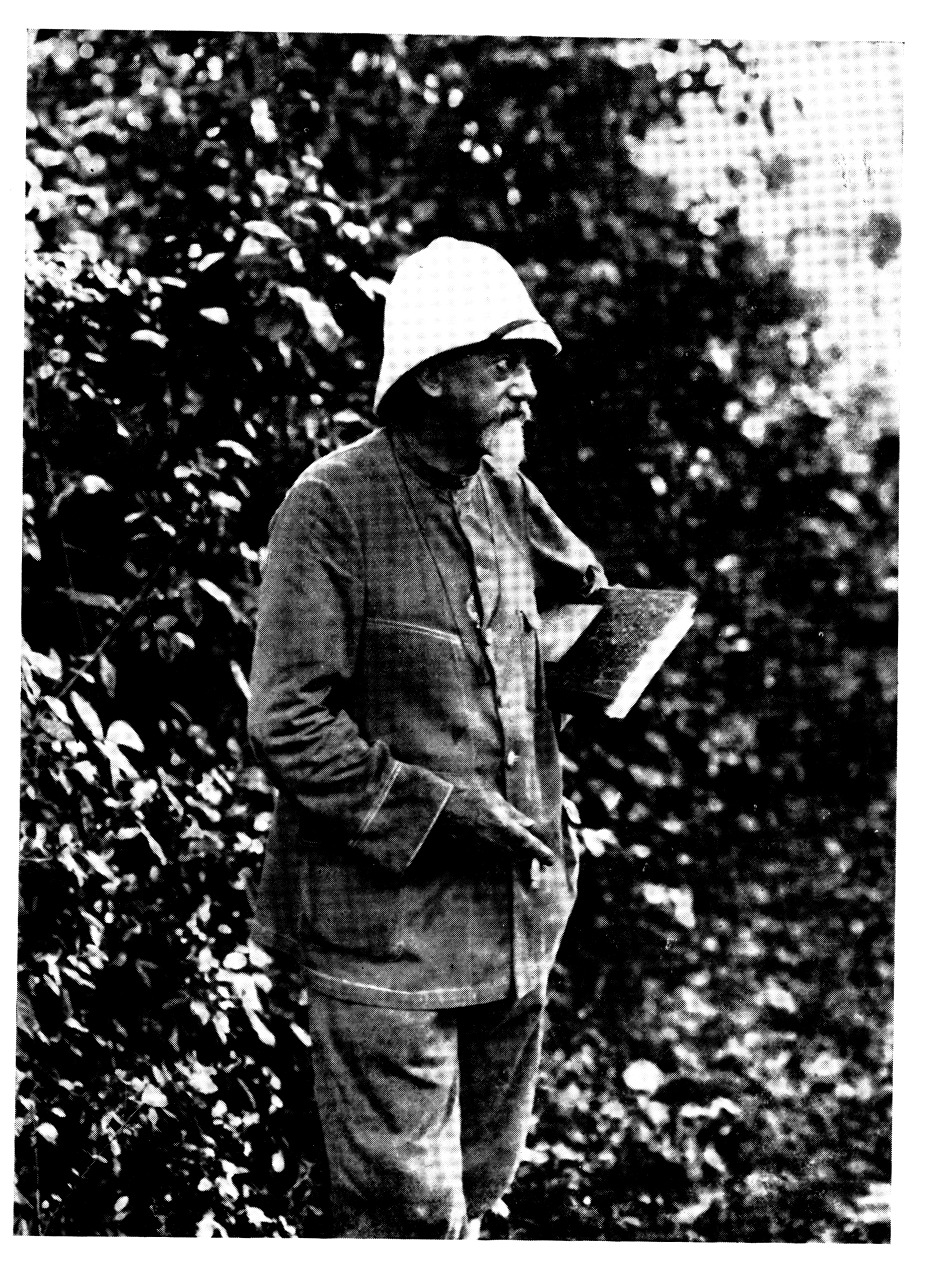
Henri Parmentier à đông Dương en 1903 (Archive EFEO)

### Travaux prioritaires et mesures conservatoires

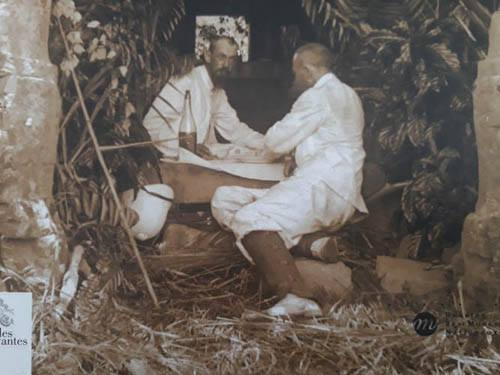
Henri Parmentier et Charles Carpeaux 1903-1904 (Archives EFEO)

En 1899, Louis Finot et Etienne Lunet de Lajonquière (Officier, archéologue et ethnologue attaché à la mission d'archéologie d'Indochine en 1893) ont effectué un inventaire des sites historiques repérés en Annam, Henri Parmentier établit alors une liste de travaux à effectuer mais des mesures conservatoires s'imposaient pour les sites les plus sinistrés et menacés par la ruine, tels Po Nagar à Nha Trang ou encore Mỹ Sơn près de Hoi An.
Mỹ Sơn est aussi inscrit sur la liste du Patrimoine de l'UNESCO depuis 1999.
Le 28 juillet 1900 Parmentier arrive à Saigon, mandaté par l'École française d'Extrême-Orient (EFEO) pour étudier et enregistrer les monuments Cham au Vietnam, en particulier en Annam. À cette époque les connaissances sur les deux civilisations  Khmers et cham dans les arts du Sud étaient imprécises, et mal délimitées. En août 1901, il entreprend des fouilles sur le site cham de Po Klong Garai près de Phan Rang au Sud Vietnam qu'il reprendra ensuite en 1906.

### L'Indochine

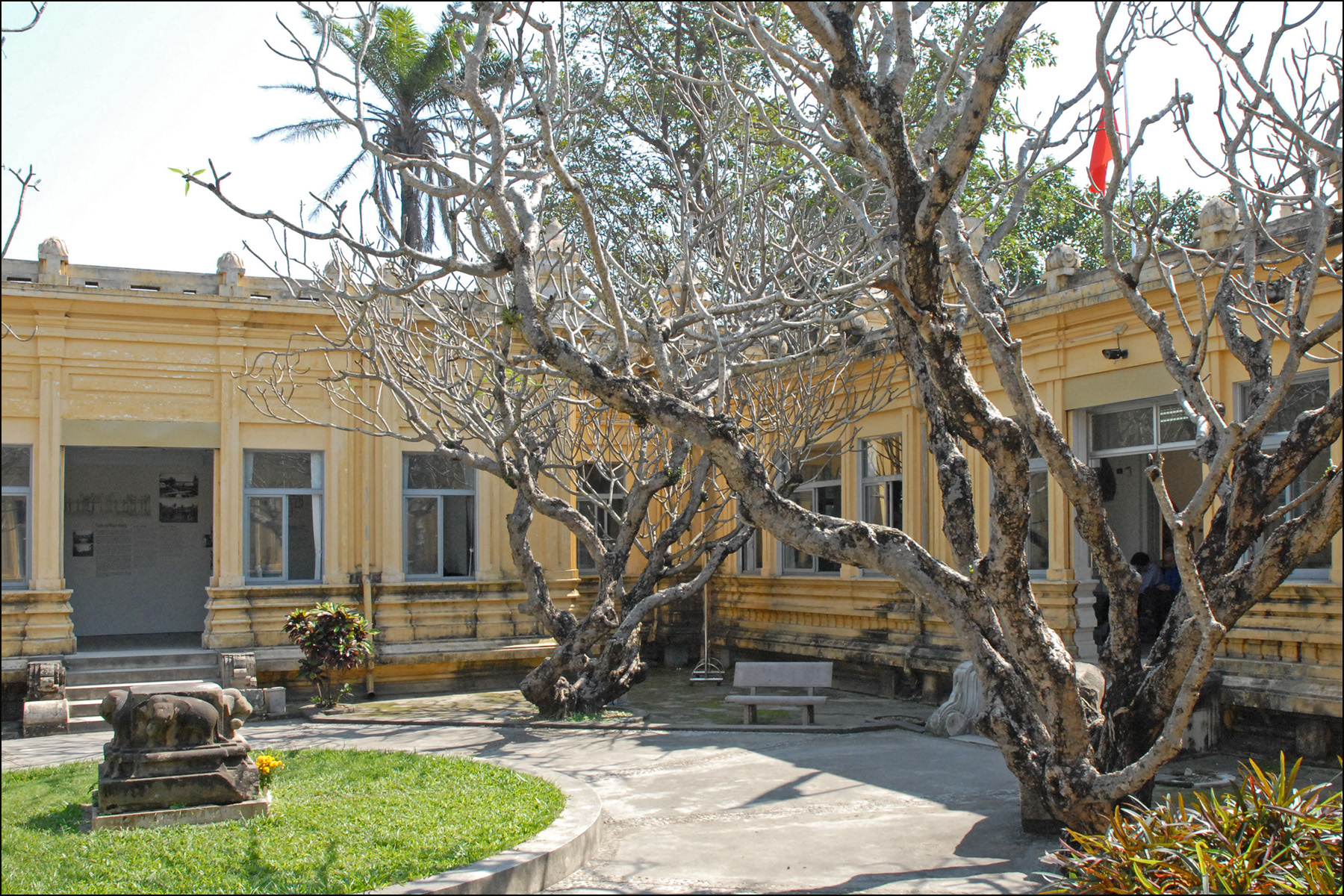
Musée de la sculpture cham de nos jours

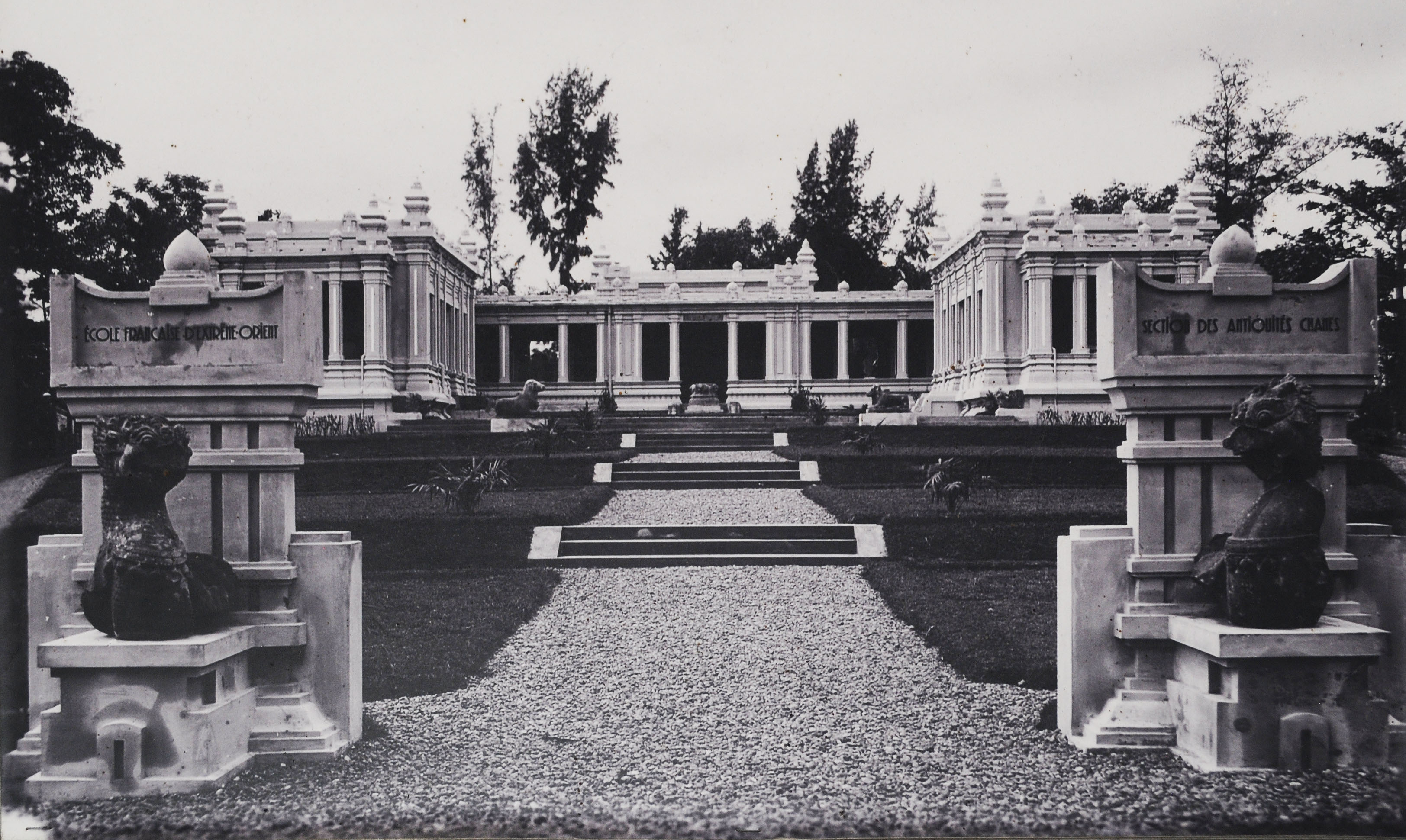
Musée des antiquités chames à Đà Nẵng

Parmentier propose en 1902 de fonder un musée des antiquités chames ,, il imagine, dessine, conçoit, réalise les plans, et enfin, suit les travaux de construction de ce musée d'art cham à Tourane, baptisée ainsi par les français devenue aujourd'hui Đà Nẵng.
Ce musée sera achevé en 1915 et inauguré en 1919 puis sera agrandi en 1936. Il est situé sur les bords du fleuve Han, sous le nom « Musée Henri Parmentier » et sera rebaptisé en 1954.

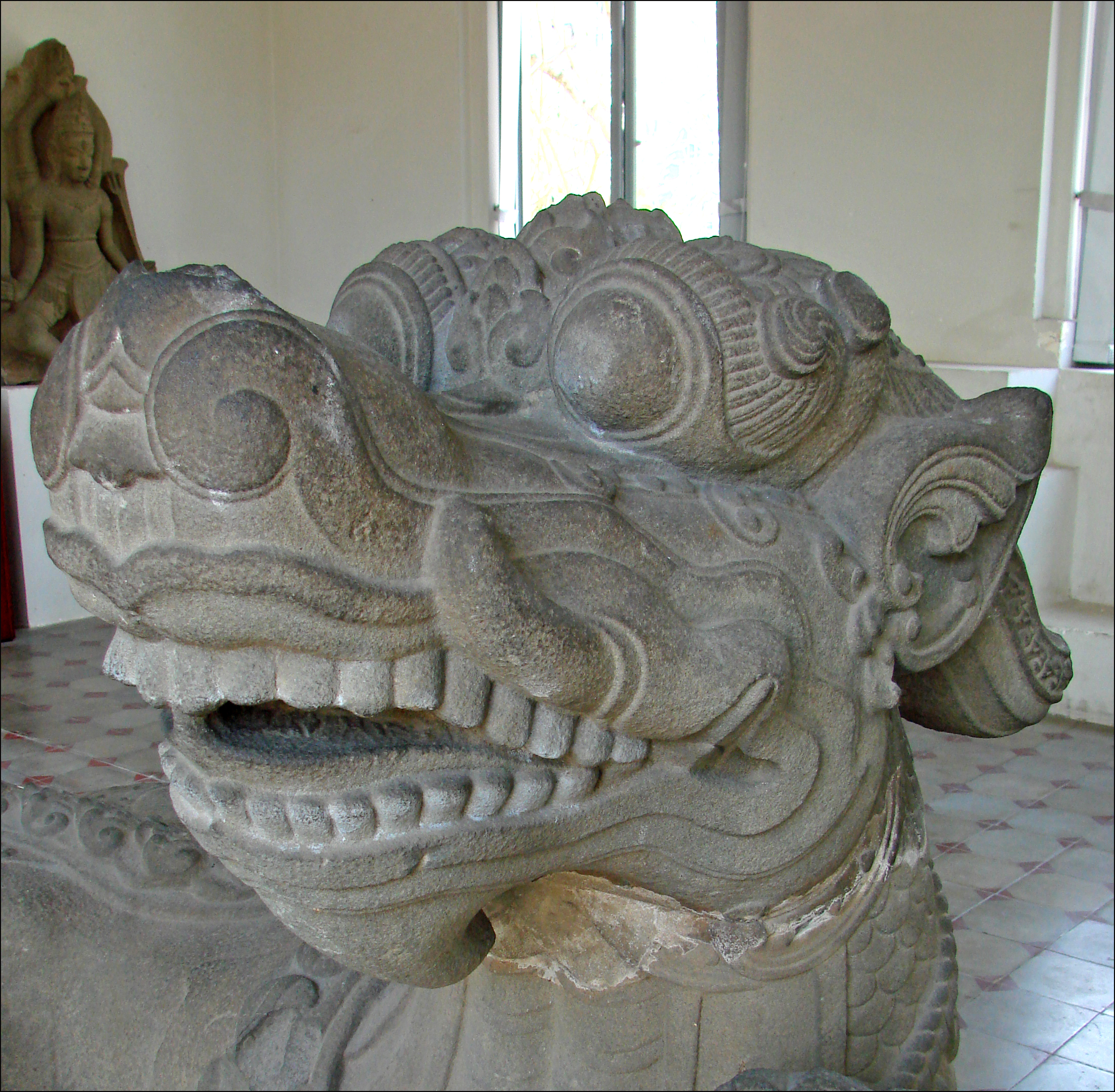
Tête de dragon au Musée de la sculpture cham

### Mỹ Sơn

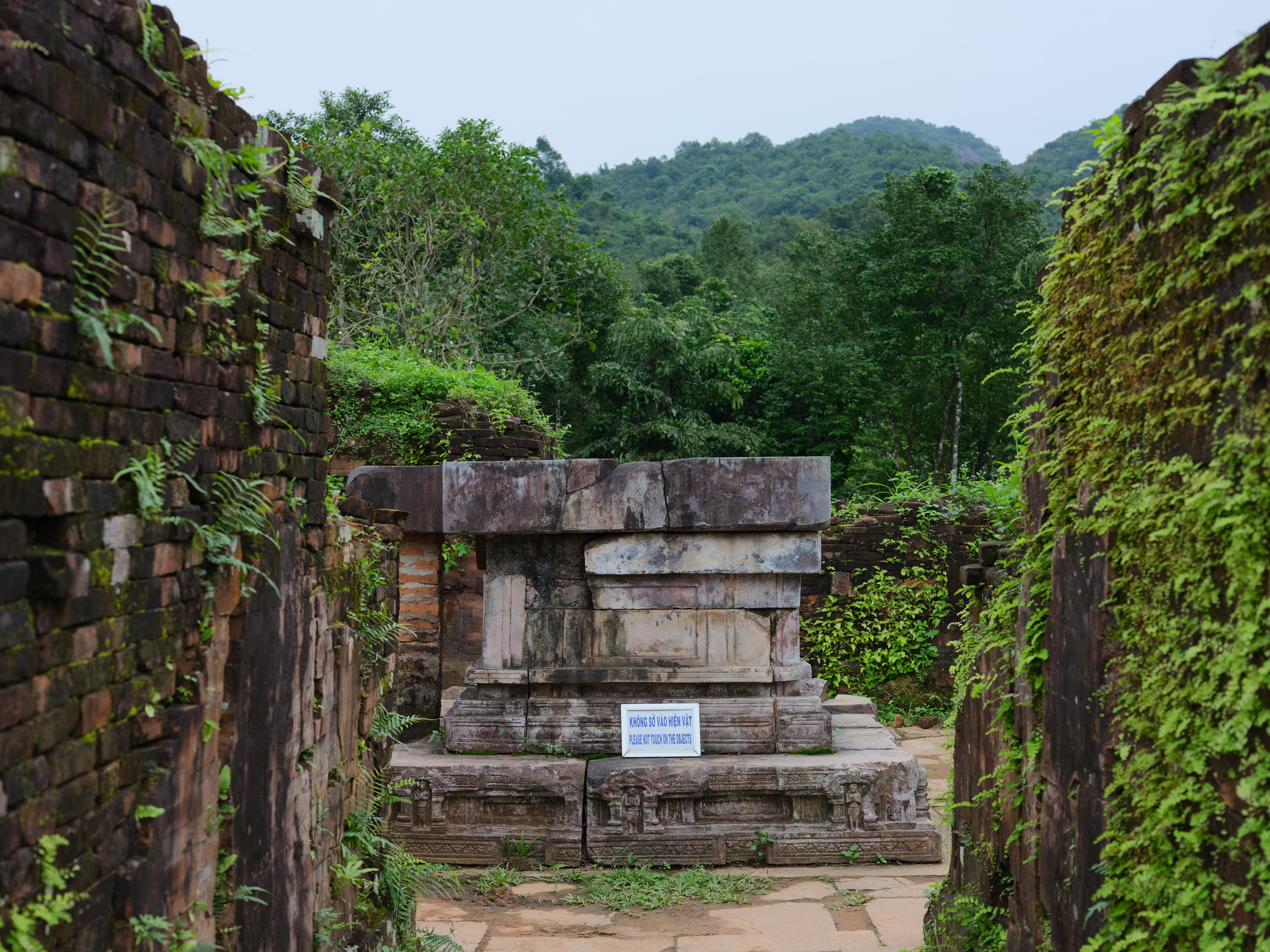
Ce piédestal et les contours d'un mur sont tout ce qui reste d'un magnifique temple appelé "A1."

Henri Parmentier entreprend ensuite à des fouilles archéologiques en 1903 et 1904 pendant onze mois au Sanctuaire cham : culture spirituelle reliée à l'hindouisme indien de Mỹ Sơn , originellement appelée Lin Yi jusqu'en 446, puis l'implantation des chams se déplacent dans la vallée du Thu Bon.
Ce site est situé sur la région montagneuse du district de Duy Xuyen de la province de Quang Nam au Centre Viet Nam en Annam, à 70 km de Tourane (désormais Da Nang) et à 50 km de Hoi An. Le sanctuaire de My Son est composé de huit groupes de 71 temples construits entre datant le IVe siècle et le  XIIIe siècle. C'est une série de tours sanctuaires construites à l'apogée du Royaume Cham et dédié au culte du lingam du Dieu roi Civa Bhadresvara; dont le temple Bhadresvara du nom du roi qui a fondé le premier royaume de la région d’Amaravati à la fin du IVe siècle. Avant 1471, la religion dominante était l'hindouisme mêlé à des pratiques plus anciennes. On adorait Vishnou, mais surtout Shiva / Bhadreshvara, qui devint la divinité nationale du royaume .
Le sanctuaire est campé dans un cirque élevé, entouré d’une chaîne de montagnes formant le bassin-versant du fleuve sacré de Thu Bon,,.
Le Mỹ Sơn fut découvert en 1889 par Camille Paris 1856-1908 fonctionnaire de l'administration française qui participa à la construction d'une ligne télégraphique en Annam.
Ces travaux révélèrent les restes d'une véritable ville de soixante et onze temples dont beaucoup étaient encore debout, un véritable joyau artistique pour le patrimoine de l'humanité.
Ces temples avaient perduré depuis des siècles jusqu'à la guerre du Vietnam et en 1969, l'attaque américaine à partir d'un hélicoptère qui tira intentionnellement à l'aplomb du groupe A sur My Sơn.
Cet épisode souleva des protestations vigoureuses dans le monde entier.
Philippe Stern, le conservateur du Musée Guimet envoya une lettre d'indignation au Président Nixon pour lui demander d'épargner les monuments cham dont il disait qu'ils constituaient une valeur immense pour le patrimoine artistique de l'humanité
Le sanctuaire de Mỹ Sơn est situé dans la province de Quảng Nam près de Nha Trang (Patrimoine de l'UNESCO) depuis 1999.

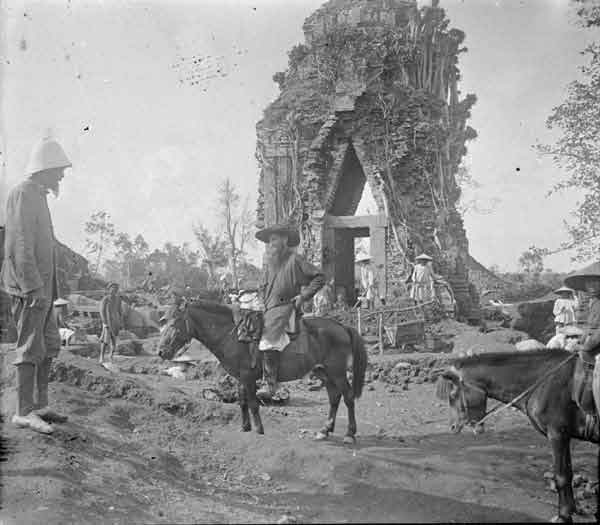
Monastère de Đồng Dương (Quang Nam) lors du chantier de fouilles d'Henri Parmentier (debout à gauche) et de Charles Carpeaux en 1902 (photothèque EFEO, PAR00952, cliché H. Parmentier)

### Architecte en chef de l'EFEO: École Française de l'Extrême-Orient.
Instaurée par un arrêté du 15 décembre 1898 par le Gouverneur Général de l'Indochine ; Paul Doumer (1857-1932), la Mission archéologique en Indochine; institution scientifique devient en 1900 l'École française d'Extrême-Orient. Louis Finot est directeur de la mission archéologique dès 1898 à 1904 devenue EFEO et de 1920 à 1926 avec des périodes où il assume l'intérim de 1914 à 1918 et de 1928 à 1930. La carrière de ces pionniers de l'archéologie est tracée et leur destin se confond désormais avec l'Ecole.
Après trois prorogations de son séjour d'un an à chaque fois en tant que membre-pensionnaire depuis 1900, en 1904, Henri Parmentier est nommé chef du service archéologique de l'EFEO par Louis Finot.
Il organise, en compagnie d'Henri Dufour (architecte DPLG) et Charles Carpeaux (fils du célèbre sculpteur Jean-Baptiste Carpeaux), une première mission à Angkor. Les trois archéologues effectuent un relevé complet des bas-reliefs du Bayon, un travail considérable qui sera publié en 1913.
Carpeaux s'attelle à sa mission épuisante d'explorer les sites cham toute l'année 1903 jusqu'au printemps 1904. Il se consacre également à une campagne photographique du monument bouddhique de Đồng Dương dont les fouilles sont dirigées par Henri Parmentier. Charles Carpeaux voit sa santé décliner et succombe à 34 ans d'une crise de dysenterie aiguë à Saïgon en 1904 en attendant le bateau la veille de son départ pour la France.
Avec Charles Carpeaux, Parmentier a procédé aux fouilles de Đồng Dương et Mỹ Sơn mais il dut poursuivre seul le chantier de Chánh Lô en 1905 avec le décès en 1904 de Charles Carpeaux. 1905 est aussi l'année d'un retour en France pour son mariage, le 14 Mars 1905 à Paris 14e avec Jeanne Leuba de son vrai nom Jeanne Leuba-Bastillon et de son retour en France, fille du célèbre dessinateur anatomiste Gustave Leuba-Bastillon.
Đồng Dương a révélé un monastère bouddhique sur le territoire Cham et a ainsi créé son propre style ; le style Đồng Dương est identifié sous la forme des figurines tutélaires et protectrices de Dvarapala. Les travaux de Chánh Lô mirent au jour un Temple important, ce qui permit à Parmentier de recevoir la médaille de la Société centrale des architectes français.

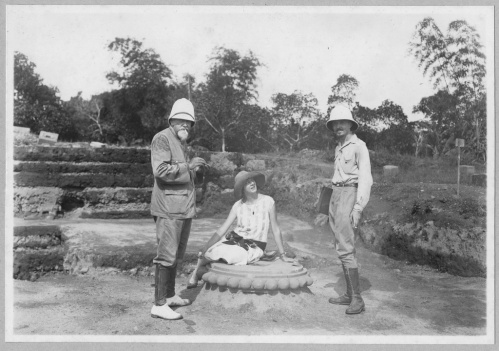
Henri Parmentier, sa fille et Jean-Yves Claeys à Tra Kieu (Archives EFEO)

### Apport pour la connaissance de l'art cham
Les travaux d'Henri Parmentier dans les temples cham sont un apport indéniable et ont ainsi permis de révéler l'art cham :
- Temple de Mỹ Sơn près de Da Nang, appelée Indrapura au temps des Cham et bien plus tardivement Tourane au temps des Français[9];
- Temple de Po Nagar près de Nha Trang ou Kauthara au temps des Cham ;
- Temple de Po Klong Garai près de Phan Rang ou Panduranga au temps des Cham

Plus tard une classification des styles historiques dans l'analyse de l'art du Champā par des savants français tels que Philippe Stern (l'Art du Champa en Annam et ses Évolutions, 1942) et Jean Boisselier (Statuaire du Champā, 1963). Pour résumer leurs conclusions, l'historien d'art Jean-François Hubert a identifié au moins les styles suivants :
- Mỹ Sơn E1 (VIIe au VIIIe siècle)
- Dong Duong (IXe au Xe siècle)
- Mỹ Sơn A1 ('Xe siècle)
- Khuong My (Première moitié du Xe siècle)
- Trà Kiệu (Seconde moitié du Xe siècle))
- Chanh Lo (Fin du Xe siècle au milieu du XIe siècle)
- Thap Mam (XIe au XIVe siècle)

### Retour à Paris, Mariage, Diplôme d'architecture
Henri Parmentier obtient un congé en 1905 et le passe à Paris pour obtenir son diplôme d'architecte du Gouvernement (DPLG), il présente une étude sur un type d'habitat adapté aux conditions climatiques du Tonkin. La même année, il se marie avec la jeune et intrépide Jeanne Leuba et le 1er octobre 1905 embarque à Marseille avec lui sa jeune épouse et le 4 novembre, ils débarquent à Hanoï. Le couple aura un fils Claude né Paris en 1907 et une fille. Dorénavant, durant toutes ces expéditions Jeanne Leuba prit une « part active » qui sera reconnue par EFEO, en outre, elle publiera de nombreux livres sur les civilisations étudiées; cham et Khmers.

### Les expéditions en Indochine avec Jeanne Leuba

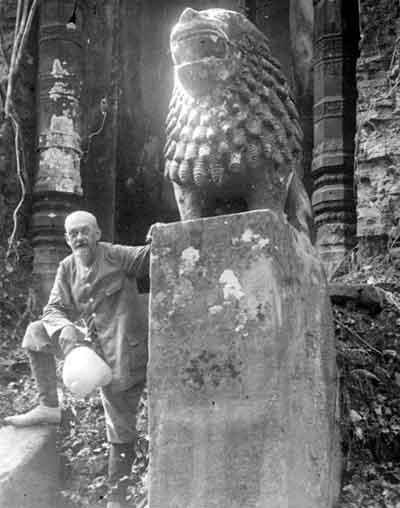
Henri Parmentier à Angkor (Archives EFEO)

Au début de 1906, Parmentier entreprend les travaux de restauration du temple de Pô Nagar à Nha Trang en Annam. Puis, il reprend les travaux sur le site de Po Klong Garai (XIe siècle') déjà débutés en 1901 pour en déterminer les dispositions architecturales situé près de Phan Rang autrefois baptisée à Panduranga Capitale de la province Ninh Thuận préparés par ses études précédentes. Il est à noter que c'est aussi à Nha Trang que choisira de vivre un peu plus tard Dr Alexandre Yersin (1863-1943) découvreur du bacille de la peste Yersinia Pestis.
Mais l'état de santé de Parmentier l'oblige à rentrer en France, et interrompre cette mission de préservation. Il s'embarque à Saigon le 1er juin 1907 pour un autre séjour à Paris qui durera jusqu'au 5 janvier 1908.
En effet, les provinces de Sisophon, Bâttambang et Siem Reap sont rétrocédée par le Siam au Cambodge. En 1907, la rétrocession de ces provinces permet d'intégrer les monuments d'Angkor sous la tutelle de l'EFEO.
Dès son retour en Indochine, Henri Parmentier est chargé de la direction générale des travaux archéologiques, ainsi que de l'établissement d'un programme d'ensemble, tout cela exigera un grand nombre d'années de travaux. L'exécution de ce programme déjà commencée a été confiée à Jean Commaille, nommé en 1908 premier Conservateur des ruines d'Angkor, qui révèle l'héritage de l'Empire Khmer, puissance du IXe au XIIIe siècle.
Jean Commaille commencera à y travailler avec acharnement dès 1907 dans un premier temps, dès le début de 1908 avec Etienne Lunet de Lajonquière (1861-1933) qui séjournait pour répertorier les monuments pour inventaire. Puis, après le départ de Lunet de Lajonquière pour achever son inventaire après 8 ans d'investigations intenses, départ fortement déploré par Commaille, Henri Parmentier en tant que chef de l'archéologie tentera de compenser ce départ du mieux qu'il put pour l'aider.
Mais, ces travaux seront perturbés par la mort de Jean Commaille en 1916, assassiné à l'âge de 48 ans alors qu'il transportait la paie des travailleurs du chantier d'Angkor. C'est donc Henri Marchal qui lui succède en 1916 à l'âge de 40 ans en devenant le deuxième conservateur d'Angkor nommé par l'EFEO.
L'Empire Khmer s'étendait sur le Cambodge, Laos, Viêt Nam (trois pays de l'Indochine française) mais aussi sur la Thaïlande connue jusqu'en 1939 sous le nom de Siam, ainsi que sur la Birmanie et la Malaisie. Cette civilisation aux croyances multiples successivement l'hindouisme, le bouddhisme mahāyāna et enfin le bouddhisme theravāda a laissé son empreinte sur des inscriptions lapidaires, épigraphes et bas-reliefs que Parmentier s'est efforcé toute sa vie de découvrir et de mettre au jour afin qu'elles ne se perdent pas, ne s'enfouissent pas et livrent leurs messages au travers des siècles.

### Angkor
En novembre 1907, Parmentier organise la Conservation d'Angkor et l'année suivante en 1908, c'est à Hanoi qu'il aménage les collections du musée de l'EFEO à Hanoi (Tonkin) Puis dans la foulée, il dessine les plans du musée d'art cham de Tourane (Da Nang) qu'il avait imaginé dès 1902. Le musée est achevé en 1915 mais inauguré en 1919, que ce musée de Tourane sera construit puis agrandi à partir de 1936. Ce musée Cham de Tourane (ancien nom de la ville de Da Nang située près de Hué, ancienne Capitale Impériale du Vietnam) sera baptisé Musée Henri Parmentier près de la rivière Han. Ce musée s'appelle désormais le musée de la sculpture cham, il regroupe la plus belle collection des Antiquités cham. L'architecture des bâtiments mérite également d'être visitée.
Son relevé archéologique de la province de Tây Ninh, en 1909, avait été suivi, en 1912, par le Catalogue du musée khmer de Phnom Penh, puis, l'année suivante, par un important complément à l'Inventaire des Monuments du Cambodge qu'avait publié Lunet de Lajonquière.
En 1911, l'étude des temples de Sambor (Kompong Thom), jusque-là considérés comme cham, l'amène à découvrir un nouvel art : l'art pré-angkorien. En effet, cet art vient du VIe siècle environ, lorsque le royaume du Tchen-la installé au nord, en amont dans le bassin du Mékong, conquiert un autre Royaume celui du Fou-nan formant ainsi le Cambodge pré-angkorien. Le fou-nan établi avant l'Empire Khmer dans les premiers siècles de notre ère jusqu'à son apogée au Ve siècle.
Parmentier étudie, entre autres, les bas-reliefs du grand temple de Banteay Samre, les temples de Vat Phu, de Vat Nokor, l'architecture khmère ancienne d'après les bas-reliefs du Bayon en collaboration avec Louis Finot et Victor Goloubew.

### Les états des lieux de Parmentier
En reprenant sa fonction de chef du Service archéologique, Henri Parmentier entreprend d'importantes reconnaissances au Cambodge. Lors de son inspection annuelle sur les travaux d'Angkor, son enquête va lui permettre d'établir le dénombrement des antiquités témoins d'un art qui correspond aux premières époques de l'expression artistique au Cambodge. Cette époque est qualifiée d'art khmer primitif, ou encore pré-angkorien en termes de filiation architecturale et statuaire réparties sur le vaste territoire de l'ancien Empire khmer.
L'état inquiétant des monuments du Laos l'amène à entreprendre une longue mission d'exploration qui le conduit jusqu'au plateau du Tran-Ninh. Il revient en Annam pour exécuter une série de moulages destinés à représenter l'art cham au Musée indochinois du Trocadéro (musée Guimet) et qui seront mis en place par ses soins en 19
Après une campagne d'études archéologiques de près de cinq ans, il rentre en France en fin 1912, afin d'achever la publication de l'Inventaire descriptif des Monuments cams débuté des années auparavant.
Début 1914, de retour en Indochine où il exerce à nouveau ses fonctions de chef du service archéologique de l'École Française d'Extrême-Orient.
Mais le cœur de l'activité de Parmentier demeure centré sur le territoire l'ancien Cambodge. Son relevé archéologique de la province de Tây-ninh, en 1909, avait été suivi, en 1912, par le Catalogue du musée khmer de Phnom Penh, puis, l'année suivante, par un important complément à l'Inventaire des Monuments du Cambodge qu'avait publié Etienne Lunet de Lajonquière.
Par un décret du 29 avril 1918, Henri Parmentier est nommé directeur par intérim de l'École Française d'Extrême-Orient. Il occupe ses fonctions du 7 mai 1918 à fin 1920. Il obtient ensuite un congé après sept années de séjour ininterrompu en Indochine.
Les bas-reliefs du temple de Banteay Srei fondé en 967 par le brahmane Yajnavarahane seront étudiés par ses soins qu'à partir de 1926, il a alors 55 ans.
En 1932, à 61 ans, il dégage le Krol Roméas sur le Phnom Kulen. Puis atteint par l'âge de la retraite, mais choisissant de continuer à travailler pour l'EFEO, il est nommé Chef honoraire du Service archéologique. Il prépare les programmes pour la conservation d'Angkor Wat et modernise des collections archéologiques du musée de l'ÉFEO de Hanoï.

### Vie à Phnom Penh
Henri Marchal, en 1933, lui succédera à ce poste de Chef Honoraire du Service archéologique, et ensuite ce sera Bernard-Philippe Groslier qui prendra cette fonction en 1960. Dès lors, Henri Parmentier décide de retourner sur le terrain, mais il se sent affaibli par ses nombreux séjours dans la brousse et n'est plus en mesure d'assurer un travail de terrain long et minutieux dans des conditions aussi rudes. Parmentier se fixe alors définitivement au Cambodge et rédige un ouvrage sur l'art architectural hindou en Inde et en Extrême-Orient. Il rédigea également des guides de poche consacrés au monuments d'Angkor. Vers la fin de sa vie, il entreprit de réviser l'inventaire archéologique du Commandant Etienne Lunet de Lajonquière.
Lors des dernières années de sa vie, il se consacre sur l'art du Laos et débutera l'écriture de l'« Art du Laos », livre que Jeanne Leuba achèvera. Mais lors de l'occupation japonaise, sa bibliothèque est pillée et sa documentation disparait. De plus, Jeanne Leuba est arrêtée par les japonais et incarcérée dans un camp de prisonniers. Elle en sortira quelques mois plus tard et travaillera à la radio de Phnom Penh.

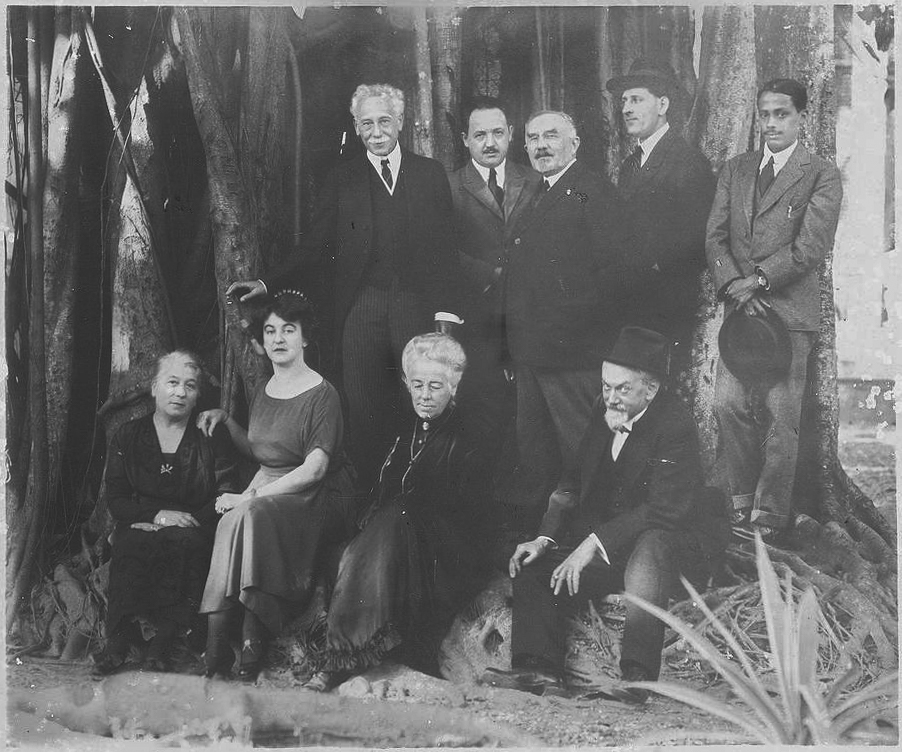
Membres de l'Ecole Française d'Extrême Orient; Debout : Lévi, Aurousseau, Finot, Demiéville, Bagchi, Assis : Lévi, Jeanne Leuba, Van Goor, Henri Parmentier

Henri Parmentier quant à lui, retiré à Phnom Penh avec son épouse Jeanne dans sa maison à l'angle du quai Piquet et de la rue Bellanger, est sujet à des troubles vasculaires, il meurt le 22 février 1949 entouré par son épouse et ses amis.

### Hommages
Un grand nombre d'hommages ont été rendus à la mémoire d'Henri Parmentier non seulement en tant qu'Archéologue en chef de l'EFEO, restaurateur de nombreux sites et temples en Indochine, Vietnam, Laos et surtout Cambodge, mais en tant que visionnaire sur la mise en valeur de ses sites et des Antiquités Cham et Kmers et la création du Musée de Da Nang. À Paris, le musée Cernuschi a tenu à rendre hommage au travail acharné de l'École Française de Extrême Orient à travers Henri Parmentier et tous ces Hommes et femmes qui ont consacré leur vie à cette œuvre de grande ampleur.

### Vie privée
Le 14 mars 1905 à Paris 14e, Parmentier épouse Jeanne Leuba (Leuba-Bastillon) qui devient écrivaine, journaliste et aussi une exploratrice organisée et infatigable. Jeanne Leuba publie de nombreux livres et poèmes dont la plupart évoquent les Kmers et les Chams ainsi que tous les pays dans lesquels elle a vécu avec son mari. Ils ont une fille, Claude, née en 1907 à Paris.
Jeanne Leuba l'accompagnera désormais dans tous ses voyages, pratiquement les organisera et prendra une part active aux travaux de son époux pendant quarante-quatre ans de 1905 à 1949. Elle tient un journal où elle décrit leurs expéditions dans des conditions rudes, des moyens parfois très rudimentaires avec des marches harassantes dans la brousse. Elle sera d'ailleurs reconnue pratiquement comme un membre à part entière de l'EFEO. C'est elle qui fera la nécrologie d'Henri Marchal mort en 1970 et qui aura aussi quelques mots chaleureux pour Jean Commaille mort en 1916.
Après le décès de son époux en 1949, à Phnom Penh, Jeanne Leuba choisit de rester au Cambodge : elle n'en partira qu'en 1966. Elle achève l'écriture de livres inachevés de son époux comme l'« Art du Laos » et procure une troisième édition, revue et mise à jour, du guide intitulé Angkor.
Jeanne Leuba quitte définitivement le Cambodge pour s'établir en Autriche pendant treize ans jusqu'à ce qu'elle s'éteigne le 24 juillet 1979 à Pettenbach en Autriche, à l'âge de 97 ans, dont soixante ans passés au Cambodge.